# オスカー・フロリアヌス・ブルームナー
オスカー・フロリアヌス・ブルームナー（Oscar Florianus Bluemner、ドイツでの名前: Oscar Franz Julius Blümner、1867年6月21日 - 1938年1月12日）はドイツ生まれで、1982年にアメリカ合衆国に移住した建築家、画家である。単純化された建物や風景を強烈な配色で描くという作品で知られるモダニズムの画家である。

## 略歴
ブランデンブルク州ウッカーマルク郡のPrenzlauで生まれた。ヒルデスハイムやクレーフェルトの学校で建築を学び、1886年にヴッパータールの学校で卒業資格(アビトゥーア)を得た。ドイツで建築の経験を積んだ後、1892年にアメリカ合衆国に移り、シカゴ、ニューヨークなどの建築事務所で働き、7年後にアメリカの市民権を得た。建築の仕事で失望することがあり、絵画に興味を持ち、写真家で、ニューヨークで画廊を開きヨーロッパやアメリカの近代絵画や前衛美術を紹介していたアルフレッド・スティーグリッツと知り合い、1910年までには、画家に転じた。
1913年にニューヨークなどで開かれた、ヨーロッパの作家とアメリカの作家による当時のさまざまな前衛的な美術作品を大規模に展示したアーモリー・ショーに出展し、1915年にはスティーグリッツの画廊で個展を開いた。1916年にニューヨークからニュージャージーに移り、1917年から1923年にかけては、アジアの芸術とデザインを研究した。ニューヨークの画廊で展示会を続け、その後、マサチューセッツ州ブレインツリーに移った。モダニズムの絵画を描き、当時のアメリカで、その作品は十分受け入れられたとはいえなかった。1932年、ニューヨークのホイットニーで開催された最初のビエンナーレに参加し、ニューヨーク以外の画廊や美術館でも展覧会を開いた。
60歳代の後半になって、病気や視力の衰えから作品が描けなくなった後、1938年に自殺した。70歳だった。

## 作品

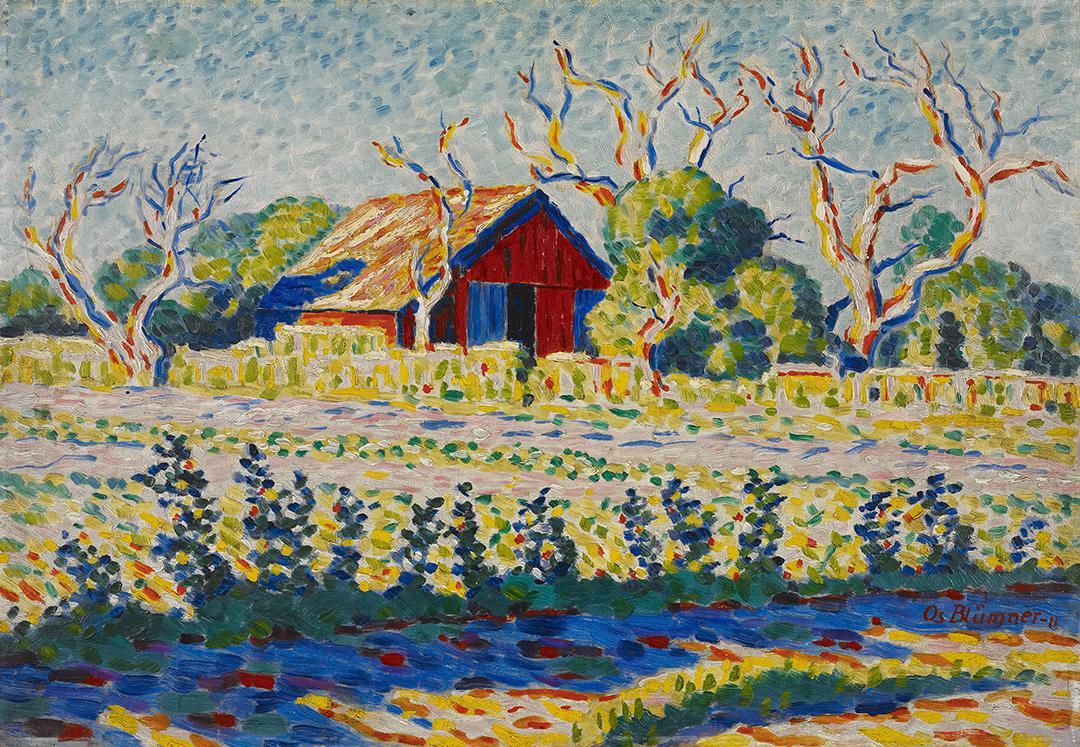
Old Barn at Sheepshead Bay (1911)
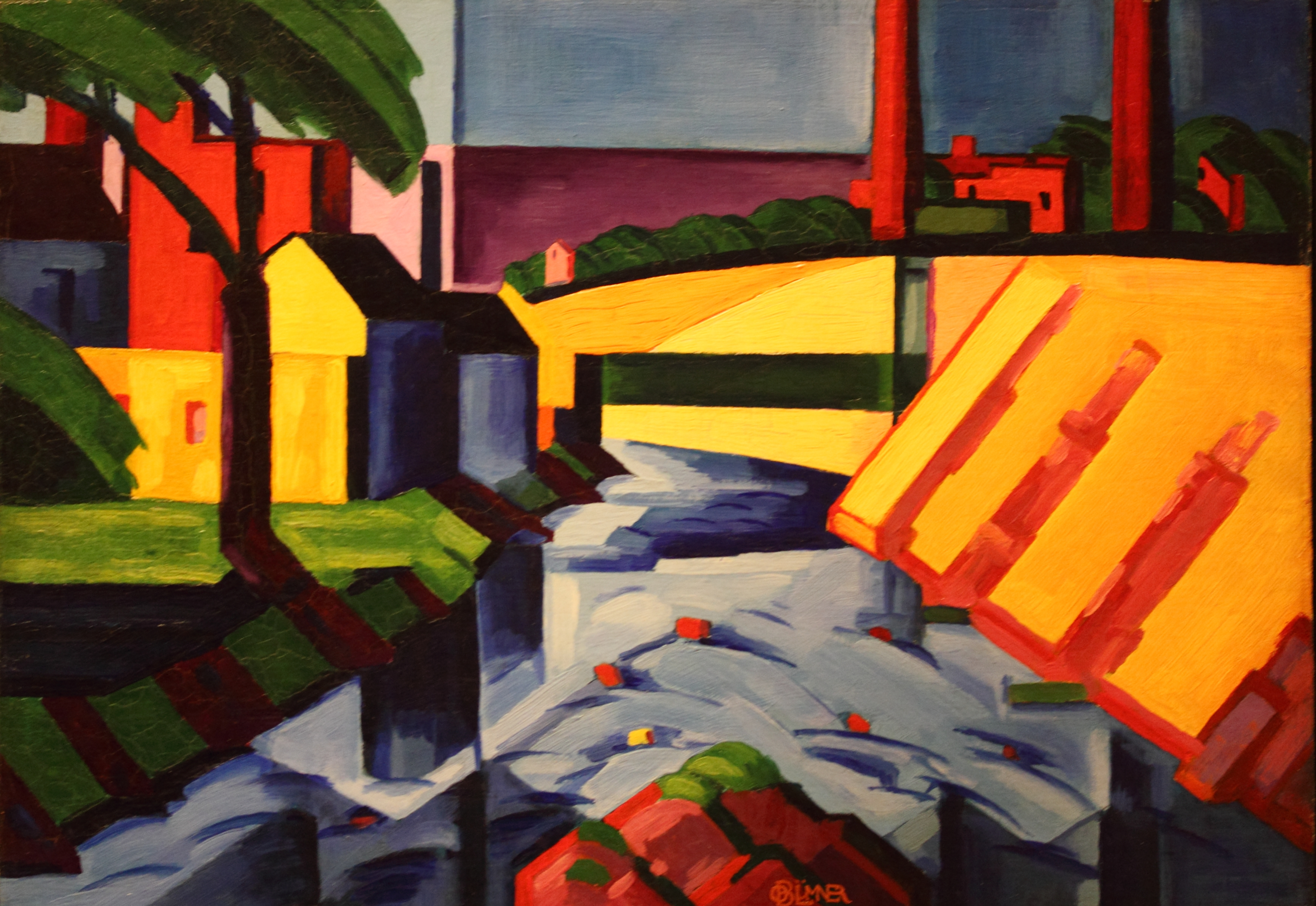
Evening Tones(1911-1917)
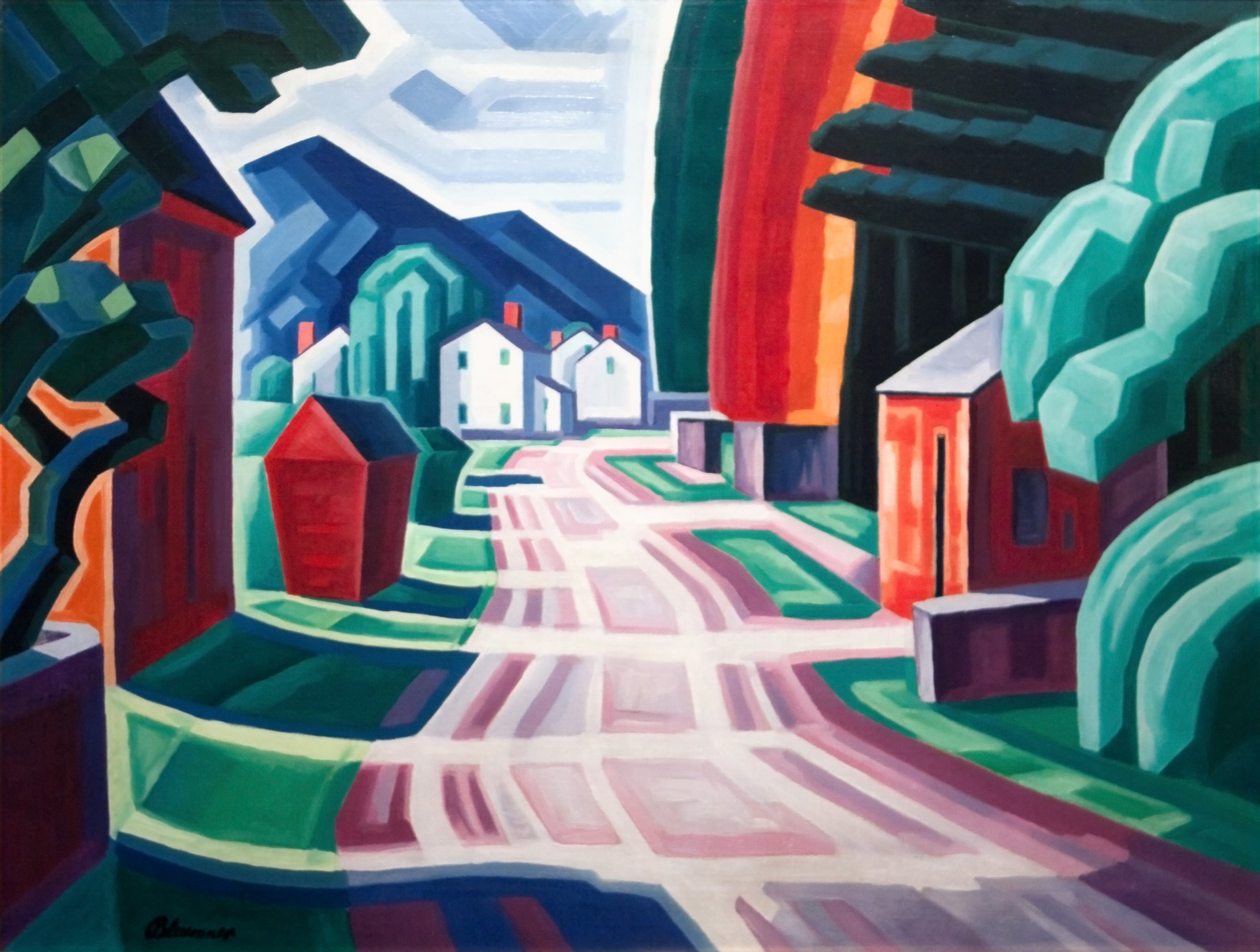
Form and Light, Motif in West New Jersey (1914)
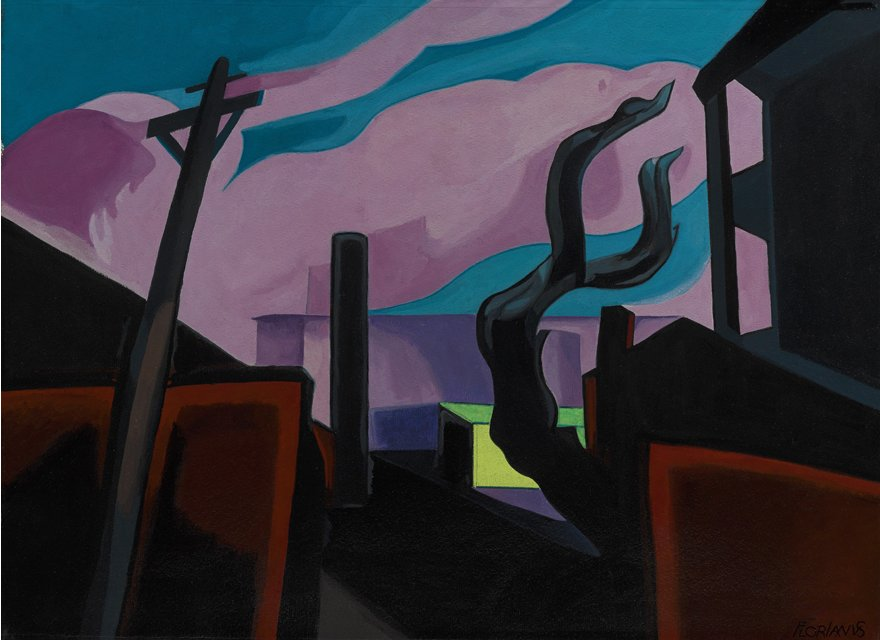
Violet Tones (1934)
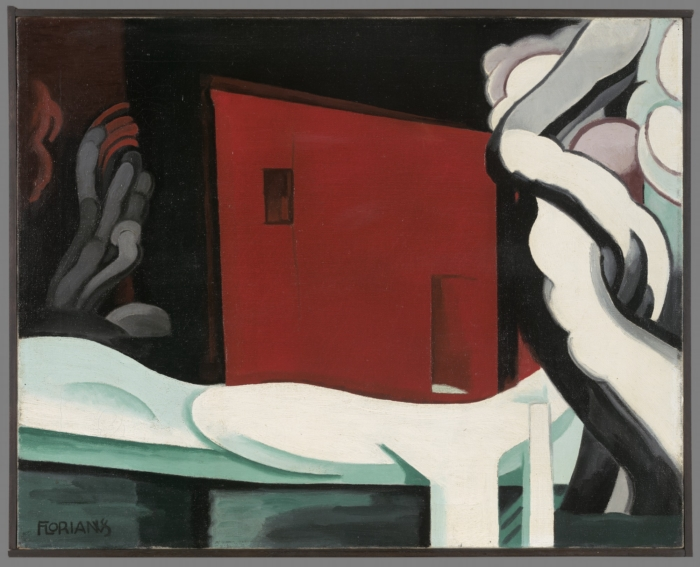
Snow and Glow (1935)
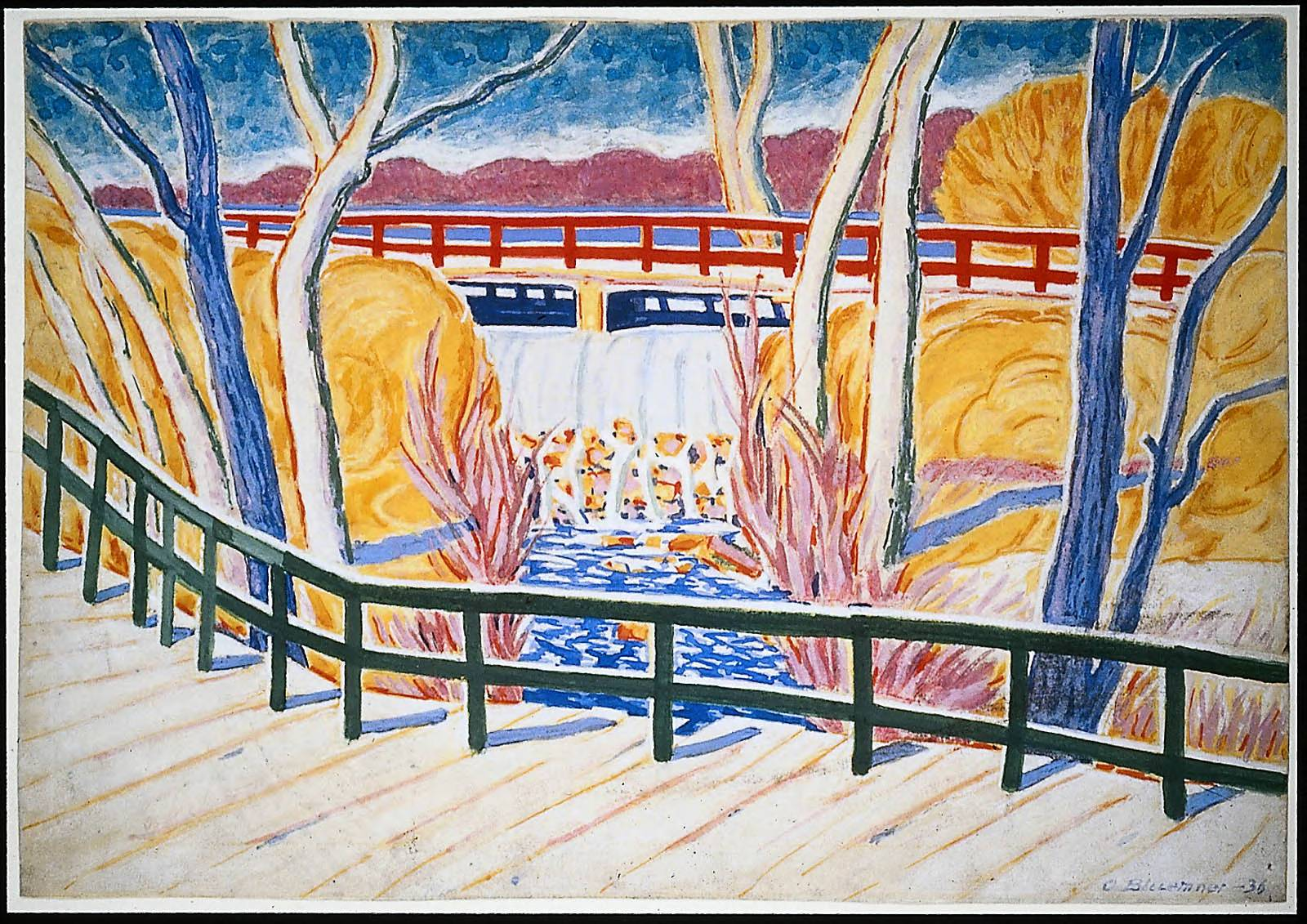
Van Cortlandt Park(1937)
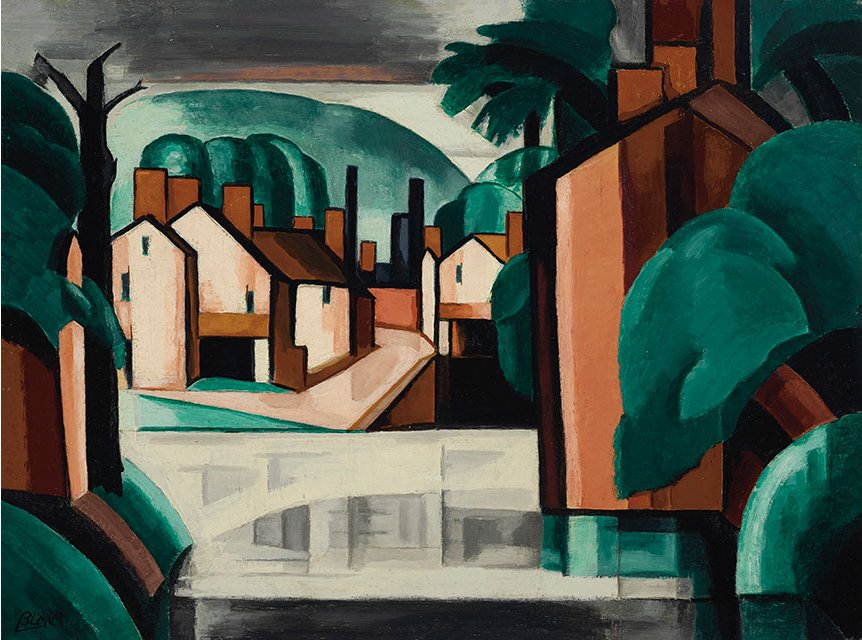
Old Canal Port, New Jersey
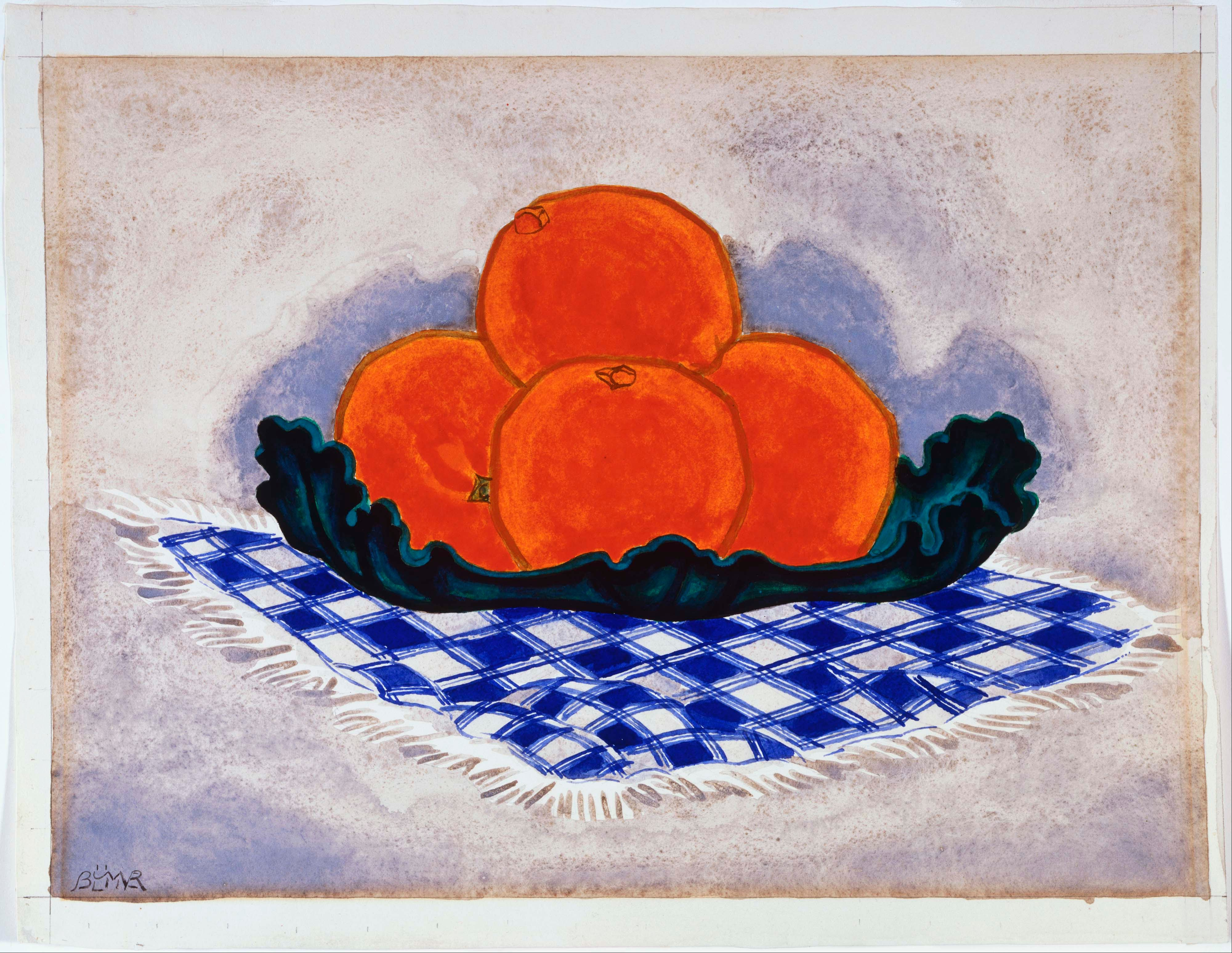
Oranges

## 関連文献
- Archives of American Art (1974). From Reliable Sources: a selection of letters, sketches, and photographs from the Archives of American Art. Washington, DC: Smithsonian Institution Press. pp. 14–15. OCLC 3255571. Exhibit catalog.
- Hayes, Jeffrey Russell (1991). Oscar Bluemner. Cambridge: Cambridge University Press. ISBN 9780521331661. OCLC 22314284. Monograph about Bluemner.
- Tonelli, Edith A. (1990). "The Avant-Garde in Boston: The Experiment of the WPA Federal Art Project". Archives of American Art Journal. 30 (1–4): 41–47. doi:10.1086/aaa.30.1_4.1557640. S2CID 222426331